# La Torre de Timón
La Torre de Timón es un libro de poemas en prosa y ensayos de carácter histórico escritos  por el venezolano José Antonio Ramos Sucre (Cumaná, 9 de junio de 1890 - Ginebra, Suiza, 13 de junio de 1930). Este libro lo publicó el poeta en 1925  e incluye sus dos obras previas - una versión modificada de Trizas de papel y Sobre las huellas de Humboldt - así como 52 textos inéditos.

## Contenido y carácter
Los 88 textos de La Torre de Timón reflejan el cuidado que el poeta Ramos Sucre presta en la construcción de su lenguaje y giros únicos para expresar su gran erudición; esa técnica y contenido ya advierten las que caracterizarán la poesía, en prosa, de sus futuras obras. La Torre de Timón contiene los siguientes textos:
| Preludio                      | Plática profana                    | El fugitivo                 | A un despojo del vicio        | El familiar                     |
| Tiempos heroicos              | Cansancio                          | Lied                        | Epicedio                      | Elogio de la soledad            |
| En la muerte de un héroe      | Entonces                           | La aulucinada               | Laude                         | Al pie de un cipo               |
| El solterón                   | De capa y espada                   | La tribulación del novicio  | La cuita                      | Lección bíblica                 |
| Duelo de arrabal              | La aristocracia de los humanistas  | Discursos del contemplativo | Sturm und Drang               | Miércoles de ceniza             |
| Crítica                       | El episodio del nostálgico         | El retorno                  | Felipe Segundo                | El crimen de la esfinge         |
| La conversión de Pablo        | Ocaso                              | En días de Cartago          | A propósito de Boyacá         | la venganza del dios            |
| El canto anhelante            | Fulmen                             | La hija de Valdemar         | De la vieja Italia            | Visión del norte                |
| La balada del transeúnte      | Alabanza a Bermúdez                | Romanza                     | La ventana                    | El culpable                     |
| Sobre las huellas de Humblodt | A una desposada                    | Hechizo                     | Filosofía del lenguaje        | La presencia del náufrago       |
| El tesoro de la fuente cegada | Sobre la poesía elocuente          | El rapto                    | El hijo del anciano           | El rezagado                     |
| El ensueño del cazador        | La resipisencia del Fausto         | Renacentista                | El escudero de Eneas, II.1,49 | Siglo de oro                    |
| La ciudad                     | La peregrina de la selva profética | El Mensajero                | El viaje de Himilcón          | El aventurero                   |
| La vida del maldito           | Sueño                              | La penitencia del mago      | Del ciclo troyano             | El cruzado                      |
| Los lobos del yermo           | Vislumbre del día aciago           | La cuna de Mazeppa          | Las aves de la visionaria     | Trance                          |
| La casa del olvido            | Cuento desvariado                  | Paisaje del mar desierto    | El avenimiento de sagitario   | Fantasía de la estación adversa |
| El pupilo de Fabricio         | Diva                               | Entrevisión del peregrino   | Santoral                      | A orillas del mar eterno        |
| Geórgicas                     | El romance del bardo               | Vestigio                    |                               |                                 |

## Temática
En cuanto a su temática, se evidencia que en los escritos de La Torre de Timón, Ramos Sucre recurre a referencias históricas, literarias, mitológicas y, en especial, a la alabanza de héroes venezolanos de la Guerra de Independencia como Simón Bolívar, Santiago Mariño o José Francisco Bermúdez ; también y en mustra de su vasta formación humanista, hace referencia al artista renacentista Miguel Ángel, al explorador Alejandro de Humblodt; al historiador Tito Livio; a los poetas Homero, Friedrich Schiller y Percy Bysshe Shelley; a los gobernantes Felipe Segundo, George Washington y Oliver Cromwell, y al teólogo y filósofo católico Santo Tomás de Aquino.
Mención especial merece el poema «Al pie de un cipo» que como homenaje póstumo Ramos Sucre escribió sobre el poeta cumanés José María de la Roca Díaz (1885 – 1911) .
En su libro Las Piedras Mágicas (1945), Carlos Augusto León analiza los textos de La Torre de Timón y concluye que en el caso específico del poema "El familiar" Ramos Sucre "se acerca al mundo extraterrenal de los muertos, la obsesión paralela de saltar fuera del espacio se hace presente cada vez más".  Esa referencia a la muerte en los textos de Ramos Sucre será observada también por otros críticos y admiradores en la temática que desarrolló en sus obras posteriores.  
Otro tema presente en la obra es el filosófico-político. Considerando la pertenencia de José Antonio Ramos Sucre a la élite intelectual y burocrática del gomecismo, nada sorprende que en su escrito «Tiempos Heróicos» haga una referencia a su ideólogo y apologista, el positivista venezolano Laureano Vallenilla Lanz. 

## Recepción
Por los artículos de prensa publicados en la época, se evidencia que a pesar de su difícil comprensión y lectura La Torre de Timón fue recibida con grandes elogios por parte de la crítica literaria  y representantes de la Generación de 1918. Fernando Paz Castillo reconoció la dificultad de su lectura al sentenciar que no se escribió para ponerse en contacto con el público,"sino para aislarse más".  Por otra parte, Pedro Sotillo reconocía en los escritos de Ramos Sucre 3 causas de oscuridad: su sensibilidad excepcional; extensa cultura y manejo de una técnica retórica que le permite "personalizar la expresión". . El escritor Enrique Bernardo Nuñez calificó el libro como la reunión de las "sabias divagaciones" del poeta que "No eran tan perfectas como las que vinieron después". Asimismo reconoció que a pesar de la severidad de sus páginas las cuales "requieren un esfuerzo para advertir la gracia de sus contornos, vuelan tímidas palomas sensules".